# Obrytki (gromada)
Obrytki – dawna gromada, czyli najmniejsza jednostka podziału terytorialnego Polskiej Rzeczypospolitej Ludowej w latach 1954–1972.
Gromady, z gromadzkimi radami narodowymi (GRN) jako organami władzy najniższego stopnia na wsi, funkcjonowały od reformy reorganizującej administrację wiejską przeprowadzonej jesienią 1954 do momentu ich zniesienia z dniem 1 stycznia 1973, tym samym wypierając organizację gminną w latach 1954–1972.
Gromadę Obrytki z siedzibą GRN w Obrytkach utworzono – jako jedną z 8759 gromad – w powiecie łomżyńskim w woj. białostockim, na mocy uchwały nr 18/V WRN w Białymstoku z dnia 4 października 1954. W skład jednostki weszły obszary dotychczasowych gromad Obrytki, Ramoty, Grzymki, Bagienice, Borawskie i Mieczki ze zniesionej gminy Przytuły w tymże powiecie. Dla gromady ustalono 11 członków gromadzkiej rady narodowej.
31 grudnia 1959 gromadę Obrytki zniesiono włączając jej obszar do gromad Przytuły (wsie Bagienice, Borawskie, Mieczki i Obrytki) i Romany (wsie Grzymki i Ramoty).